# Diecezja Kabale
Diecezja Kabale – diecezja rzymskokatolicka w Ugandzie. Powstała w 1966 .

## Biskupi diecezjalni
- Bp Callistus Rubaramira (od 2003)
- Bp Robert Marie Gay, MAfr (1996–2003)
- Bp Barnabas Halem ’Imana (1969–1994)